# AEW TNT Championship

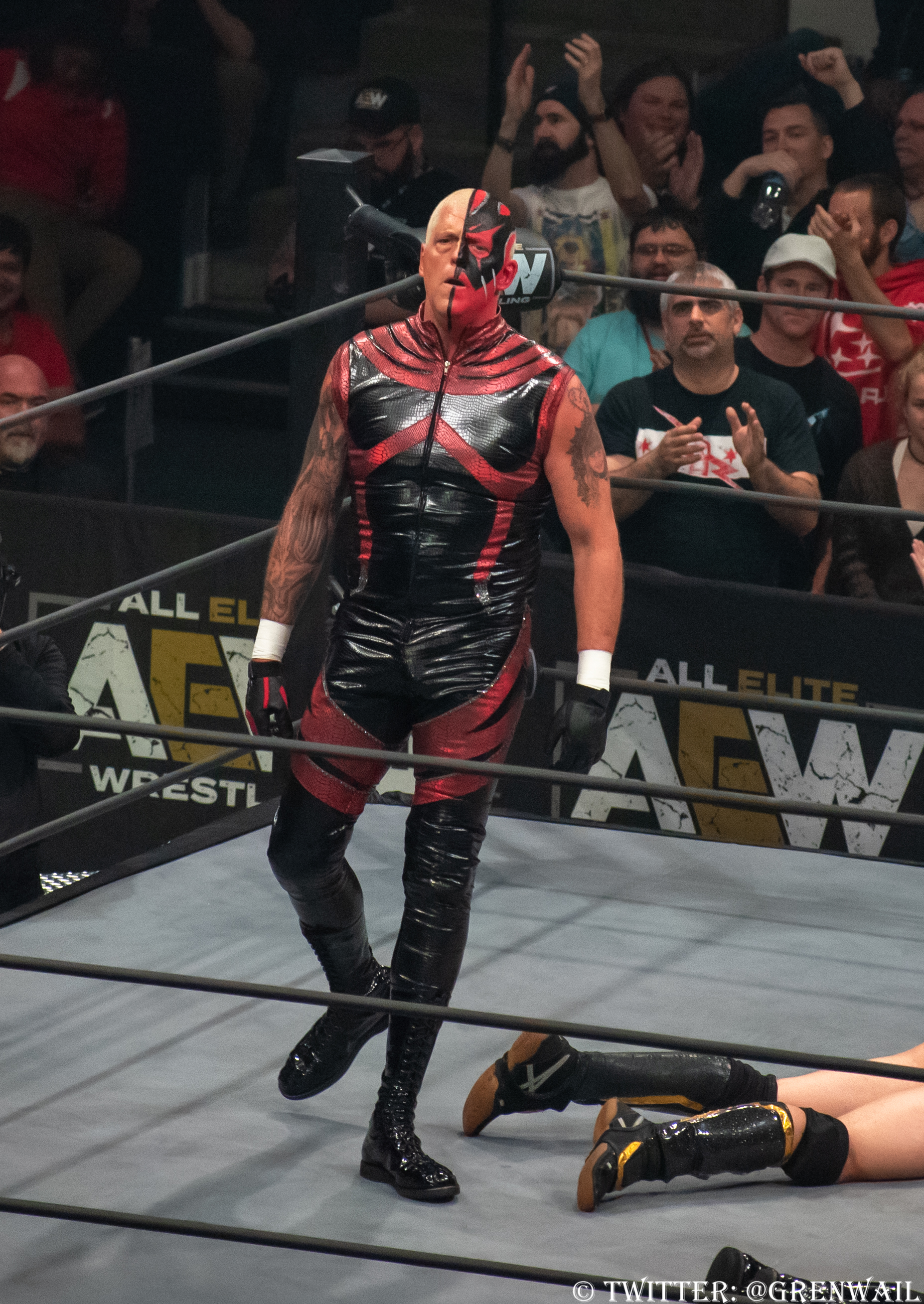
Dustin Rhodes, attuale detentore del titolo

L'AEW TNT Championship è un titolo di wrestling di proprietà della All Elite Wrestling ed è detenuto da Dustin Rhodes dal 12 luglio 2025.

## Storia
Il 30 marzo, sulla serie YouTube "AEW Road to Dynamite" sul canale dell'AEW, è stato annunciato ufficialmente un titolo secondario. Il commentatore AEW Tony Schiavone ha rivelato che ci sarebbe stato un torneo a eliminazione diretta di otto uomini per incoronare il primo AEW TNT Champion. Il torneo è iniziato nell'episodio dell'8 aprile di Dynamite con la finale in programma per Double or Nothing il 23 maggio. Nell'episodio del 29 aprile, Cody e Lance Archer hanno vinto i rispettivi match di semifinale, allestendo il match inaugurale del titolo. A Double or Nothing, Cody ha prevalso ed è stato incoronato campione inaugurale. L'ex pugile professionista Mike Tyson ha presentato il titolo a Cody.
Il titolo prende il nome dalla rete televisiva TNT, che ha trasmesso Dynamite dal 2019 al 2021 e Rampage dal 2021.

## Cintura
La cintura TNT Championship ha sei piastre, che originariamente erano su pelle rossa. La piastra centrale presenta in modo ben visibile il logo della rete TNT al centro. Sopra il logo TNT c'è il logo di AEW, mentre sotto il logo TNT c'è un banner rosso che dice "CHAMPION". Le due piastre laterali interne presentano "Tara on Techwood", 1050 Techwood Drive ad Atlanta, l'edificio che era la sede originale di TNT. Le due piastre laterali esterne presentano il logo di AEW, mentre una terza piastra laterale più piccola sull'estrema destra presenta anche il logo della promozione. Quando la cintura è stata inizialmente svelata a Double or Nothing il 23 maggio, era di colore rossa ma non aveva placcatura in oro poiché la produzione della cintura era stata ritardata a causa della pandemia di COVID-19; è stato anche rivelato che la versione finale sarebbe stata placcata in oro e sarebbe stata svelata in un secondo momento. La cintura è stata prodotta da Ron Edwardsen di Red Leather, che ha anche realizzato le cinture AEW World Tag Team Championship. Ha inoltre affermato che sulla versione finale del TNT Championship ci sarebbe stata anche una placcatura in nichel oltre all'oro, nonché un "logo TNT in rilievo". La versione completa della cintura è stata mostrata su Twitter di AEW poche ore prima dell'episodio del 12 agosto di Dynamite, dove il design finito ha debuttato per la partita di Cody contro Scorpio Sky, dove Cody ha mantenuto.
In seguito alla prematura morte di Brodie Lee, nel dicembre 2020, la AEW ha ritirato la versione con pelle rossa della cintura che era stata utilizzata fino a quel momento per onorare Lee. Durante la prima notte dell'episodio speciale di Dynamite di Capodanno del 6 gennaio 2021, Darby Allin ha svelato una nuova cintura, con lo stesso design generale della cintura precedente ma su una cintura in pelle nera invece che rossa.
Durante il suo regno Miro ha utilizzato una cintura personalizzata con i colori della Bulgaria, sua nazione d’origine; il design della cintura era identico alla versione originale, differiva solo nella colorazione dove predominava il cuoio bianco.

## Albo d'oro
Statistiche aggiornate al 13 luglio 2025.
| #   | Campione         | Regno | Data              | Giorni | Località                      | Evento                     | Note | Fonti  |
| --- | ---------------- | ----- | ----------------- | ------ | ----------------------------- | -------------------------- | --- | ------ |
| 1   | Cody             | 1°    | 23 maggio 2020    | 82     | Jacksonville, Florida         | Double or Nothing          | Cody ha vinto un torneo per l'assegnazione | [ 2 ]  |
| 2   | Brodie Lee       | 1°    | 13 agosto 2020    | 55     | Jacksonville, Florida         | Dynamite                   | | [ 3 ]  |
| 3   | Cody Rhodes      | 2°    | 7 ottobre 2020    | 31     | Jacksonville, Florida         | Dynamite                   | In un dog collar match | [ 4 ]  |
| 4   | Darby Allin      | 1°    | 7 novembre 2020   | 186    | Jacksonville, Florida         | Full Gear                  | | [ 5 ]  |
| 5   | Miro             | 1°    | 12 maggio 2021    | 140    | Jacksonville, Florida         | Dynamite                   | | [ 6 ]  |
| 6   | Sammy Guevara    | 1°    | 29 settembre 2021 | 84     | Rochester, New York           | Dynamite                   | | [ 7 ]  |
| 7   | Cody Rhodes      | 3°    | 22 dicembre 2021  | 35     | Greensboro, Carolina del Nord | Rampage                    | | [ 8 ]  |
| 8   | Sammy Guevara    | 2°    | 26 gennaio 2022   | 42     | Cleveland, Ohio               | Dynamite                   | In un ladder match | [ 9 ]  |
| 9   | Scorpio Sky      | 1°    | 9 marzo 2022      | 37     | Estero, Florida               | Dynamite                   | | [ 10 ] |
| 10  | Sammy Guevara    | 3°    | 15 aprile 2022    | 12     | Garland, Texas                | Battle of the Belts II     | | [ 11 ] |
| 11  | Scorpio Sky      | 2°    | 27 aprile 2022    | 70     | Filadelfia, Pennsylvania      | Dynamite                   | In un ladder match | [ 12 ] |
| 12  | Wardlow          | 1°    | 6 luglio 2022     | 136    | Rochester, New York           | Dynamite                   | In uno street fight match | [ 13 ] |
| 13° | Samoa Joe        | 1°    | 19 novembre 2022  | 46     | Newark, New Jersey            | Full Gear                  | In un three-way match che comprendeva Powerhouse Hobbs | [ 14 ] |
| 14° | Darby Allin      | 2°    | 4 gennaio 2023    | 28     | Seattle, Washington           | Dynamite                   | | [ 15 ] |
| 15° | Samoa Joe        | 2°    | 1º febbraio 2023  | 32     | Dayton, Ohio                  | Dynamite                   | In un no holds barred match | [ 16 ] |
| 16° | Wardlow          | 2°    | 5 marzo 2023      | 3      | San Francisco, California     | Revolution                 | | [ 17 ] |
| 17° | Powerhouse Hobbs | 1°    | 8 marzo 2023      | 42     | Sacramento, California        | Dynamite                   | | [ 18 ] |
| 18° | Wardlow          | 3°    | 19 aprile 2023    | 59     | Pittsburgh, Pennsylvania      | Dynamite                   | | [ 19 ] |
| 19° | Luchasaurus      | 1°    | 17 giugno 2023    | 98     | Chicago, Illinois             | Collision                  | | [ 20 ] |
| 20° | Christian Cage   | 1°    | 23 settembre 2023 | 98     | Grand Rapids, Michigan        | Collision                  | In un three way match che comprendeva anche Darby Allin. | [ 21 ] |
| 21° | Adam Copeland    | 1°    | 30 dicembre 2023  | <1     | Uniondale, New York           | Worlds End                 | | [ 22 ] |
| 22° | Christian Cage   | 2°    | 30 dicembre 2023  | 81     | Uniondale, New York           | Worlds End                 | Cage ha utilizzato la title shot conquistata da Killswitch. | [ 22 ] |
| 23° | Adam Copeland    | 2°    | 20 marzo 2024     | 70     | Toronto                       | Dynamite                   | | [ 23 ] |
| —   | Vacante          | —     | 29 maggio 2024    | —      |                               |                            | Il titolo fu reso vacante in seguito ad un infortunio subito da Copeland (legit) | [ 24 ] |
| 24° | Jack Perry       | 1°    | 30 giugno 2024    | 146    | Elmont, New York              | AEW x NJPW: Forbidden Door | Ha sconfitto Mark Briscoe, Konosuke Takeshita, Dante Martin, Lio Rush e El Phantasmo in un 6-man ladder match. | [ 25 ] |
| 25° | Daniel Garcia    | 1°    | 23 novembre 2024  | 134    | Newark, New Jersey            | Full Gear                  | | [ 26 ] |
| 26° | Adam Cole        | 1°    | 6 aprile 2025     | 97     | Filadelfia, Pennsylvania      | Dynasty                    | | [ 27 ] |
| —   | Vacante          | —     | 12 luglio 2025    | —      |                               |                            | Il titolo fu reso vacante in seguito ad un infortunio subito da Cole (legit) | [ 28 ] |
| 27° | Dustin Rhodes    | 1°    | 12 luglio 2025    | 1      | Arlington, Texas              | All In                     | Originariamente previsto come un single match in cui Adam Cole doveva difendere il titolo contro Kyle Fletcher. Dopo che Cole ha reso vacante il titolo, l'incontro è diventato 4-way match tra Fletcher, Daniel Garcia, Sammy Guevara e Dustin Rhodes valevole per il titolo vacante. | [ 29 ] |